# Poplifugia
Il Poplifugium, o Poplifugia, era un'antica festività romana.
Il Poplifugium era celebrato il 5 luglio e commemorava la fuga dei Romani quando i Fidenati e i Ficulei li assalirono poco dopo la conquista di Roma da parte dei Galli, nel 390 a.C. Due giorni dopo si tenevano invece le None caprotinae, che commemoravano la vittoria dei Romani sui Senoni di Brenno, una festa dedicata a Giunone Caprotina. Le due feste erano così legate tra di loro che, per Plutarco e Macrobio, che vivevano nel I e IV secolo d.C., non c'è differenza. Dionigi di Alicarnasso sostiene invece che le feste ricordavano il giorno in cui i Romani fuggirono per il panico scatenato dalla scomparsa di Romolo.
Durante la festa la gente si radunava presso la Palus Caprae in Campo Marzio per compiere un sacrificio; uscendo dalla città (il Campo Marzio era fuori dalle mura Serviane), la folla gridava i nomi più comuni presso i Romani come Marco, Gaio, Lucio e così via.
Forse la festa aveva un'origine agreste, poiché in quel periodo si compiva la mietitura, ma il legame per il momento non è chiaro.